# Nahia hirsuta
Nahia hirsuta är en kräftdjursart som först beskrevs av Gustav Budde-Lund 1906.  Nahia hirsuta ingår i släktet Nahia och familjen Philosciidae. Inga underarter finns listade i Catalogue of Life.